# Chūō-ku (Osaka)
Chūō-ku (japanisch 中央区, „Bezirk Mitte“) ist einer von 24 Ku von Ōsaka-shi („Stadt Osaka“) in Ōsaka-fu („Präfektur Osaka“), Japan. Er hat eine Fläche von 8,87 km² (Stand: 1. Januar 2023) und eine Bevölkerung von 104.855 Einwohnern (Stand: 1. März 2021). Er beherbergt das Finanzviertel von Osaka sowie die Verwaltung der Präfektur Osaka und die wichtigsten Einkaufs- und Touristengebiete.

## Infrastruktur
Die Ōsaka-jō Hall befindet sich in Chūō-ku.

## Söhne und Töchter von Chūō-ku
- Akinobu Okada, Baseballspieler und Manager
- Isuzu Yamada (1917–2012), Bühnen- und Filmschauspielerin
- Kōji Inada (* 1985), Musiker, Komödiant und TV-Moderator
- Kosuke Gomi, Romanautor
- Kyū Sazanka, Schauspieler
- Nakamura Ganjirū II (1902–1983), Kabuki und Filmschauspieler
- Ōnishiki Uichirō, Sumo-Ringer
- Naoki Sanjūgo (1891–1934), Romanautor
- Tokuzō Tanaka, Filmregisseur
- Yamazaki Toyoko (1924–2013), Romanautorin
- Yoko Akino, Schauspielerin
- Yusuke Hagihara, Astronom